# Dolmen de la Madeleine (Carnac)
Pour les articles homonymes, voir Dolmen de la Madeleine (Gennes) et Dolmen de la Madeleine (Lessac).
Le dolmen de la Madeleine est un dolmen situé à Carnac dans le département français du Morbihan.

## Historique
Lukis en fait un relevé topographique en 1866. Le dolmen a été fouillé en 1883 par Félix Gaillard mais il avait précédemment été exploré sans résultat connu.
Le dolmen est classé au titre des monuments historiques en 1900.

## Description
Le dolmen est désormais ruiné et n'a pas fait l'objet d'une restauration. Il est du type dolmen à couloir court. La chambre comporte encore trois orthostates côté gauche et un seul côté droit. La table de couverture a basculé à l'intérieur de la chambre. Elle comporte des cupules. Le sol de la chambre est recouvert par une grande dalle. La base du tumulus est encore observable sous la forme d'un relief caillouteux.
À environ 8,50 m au sud-sud-est de l'entrée du dolmen, Gaillard découvrit un coffre en pierres, de type ciste, délimité par sept dalles (2 côté ouest, 3 côté sud, 2 côté nord), ouvrant à l'est, et mesurant 1,10 m de long sur 0,60 m de large et 0,47 m de profondeur. Ce coffre est désormais détruit.

## Mobilier archéologique
Gaillard y recueillit  quelques fragments de poterie dans le dolmen et dans le coffre.